# Cerezo de Río Tirón
Cerezo de Río Tirón es un municipio y localidad española de la provincia de Burgos, en la comunidad autónoma de Castilla y León, comarca Oca-Tirón, partido judicial de Briviesca. Cuenta con una población de 491 habitantes (INE 2024).

## Geografía
Está situada en el este de la provincia de Burgos en el límite con La Rioja a 57 km de Burgos sobre el curso medio del río Tirón.
Limita con los siguientes pueblos: Valluércanes, San Millán de Yécora, Tormantos, Redecilla del Campo, Sotillo de Rioja, Quintanilla del Monte, Fresno de Río Tirón, Quintanaloranco y Quintanilla San García.

## Historia
Los primeros pobladores de los que se tiene noticia son los autrigones y berones sirviendo el río Tirón de frontera entre ambos. Los autrigones crearon la ciudad de Segisamunculum, situada en el término de Valdemoros.
La ciudad berona más próxima, Libia, estaba situada en el actual Herramélluri, a unos 12 km de Cerezo.
Los romanos llegan en el siglo I a C. y posteriormente fundan la ciudad de Cesarea en honor a Augusto. Situada en el término de Los Palacios, a la entrada del pueblo viniendo de La Rioja o Burgos.
El paso de la calzada romana que iba de Tarragona a Astorga, Vía Italia in Hispanias, cruzaba buena parte de su actual jurisdicción dejando como testigo dos puentes romanos y un buen tramo, bastante bien conservado, de la antigua calzada, en el término de El Perrillo. Actualmente, tanto los puentes, como la calzada romana, están señalizados en el tramo Cerezo-Briviesca. También se han colocado miliarios, paneles, áreas de descanso, etc.
La época visigótica nos deja de recuerdo una serie de cuevas repartidas por la cuesta a orillas del Tirón, que pudieron servir de eremitorios.
Tras el efímero paso de los árabes (200 años conde Casio), la zona es repoblada por alaveses al mando del conde Abelmondar Téllez. Destaca por su importancia histórica el conde castellano, conde de Lantarón y Cerezo Gonzalo Téllez que pone a Cerezo como cabeza de su condado.
Sancho Garcés III el Mayor de Pamplona le hace cabecera de un extenso alfoz, en el cual estaban incluidos pueblos de la actuales provincias de Burgos, La Rioja y Álava.
Con Fernando I de León Cerezo pierde la categoría de condado.
Durante estos años Cerezo cambía varias veces de mano entre los Reyes de Castilla, Navarra e incluso fue controlado por Alfonso I el Batallador, rey de Aragón Y Navarra y esposo de la reina de Castilla Doña Urraca.
La antigua calzada fue aprovechada por los peregrinos que iban a Santiago en el trayecto que une Nájera con Briviesca. Se fundó el Hospital de San Jorge para atender a los peregrinos inaugurado por Ramiro I rey de León.
En 1151 Alfonso VII, tras alcanzar la mayoría de edad, le concede un fuero a Cerezo de gran relevancia y pasa definitivamente a manos de Castilla. Este Fuero sería confirmado por su hijo Sancho III, y por su nieto Alfonso VIII en 1165.
En el siglo XV, en el reinado de Juan II de Castilla se convierte en ciudad de señorío bajo el dominio de los Condestables de Castilla, y así continuó hasta la desaparición de los señoríos en el siglo XIX.
Durante la Guerra de Independencia, nuestros paisanos tuvieron también un papel activo. El 22 de abril de 1813, Jerónimo Guía Rodríguez, natural de Cerezo y soldado del 4.º Batallón de Iberia, muere en la cercana villa riojana de Valgañón, lugar de la retaguardia donde este batallón hostigaba a las fuerzas napoleónicas en su retirada de Burgos a Vitoria. Gracias a los libros parroquiales de Valgañón sabemos que está enterrado en la iglesia parroquial de Tresfuentes, en la sepultura n.º 71.
A la caída del Antiguo Régimen queda constituida como ayuntamiento constitucional denominado entonces Cerezo de Riotirón y Quintanilla de las Dueñas en el partido  Belorado, región de  Castilla la Vieja, contaba entonces con 1040 habitantes.
En 1822 es aprobada por las Cortes la creación de la provincia de Logroño en la que se incluyó a Cerezo. Pero no llegó a tener vigencia al ser anulada la orden por Fernando VII. En la resolución definitiva, en 1833, Cerezo quedó integrado en la provincia de Burgos.
A mediados del siglo XIX comenzaron a funcionar las primeras minas de extracción de sulfato. En 1955 con la creación de CRIMIDESA la mina se convirtió en una de las más importantes de España en este sector. Fue en esta empresa donde los obreros realizaron la huelga más larga de la Democracia, desde el 12 de abril de 1980 hasta el 28 de enero de 1981, realizando una marcha desde Cerezo hasta Madrid entre el 6 y el 18 de noviembre de 1980.

## Demografía
Cerezo de Río Tirón cuenta con una población de 491 habitantes (INE 2024).
| Gráfica de evolución demográfica de Cerezo de Río Tirón entre 1842 y 2021 |
| |
| Población de derecho según los censos de población del INE. Población de hecho según los censos de población del INE.En este censo se denominaba Cerezo y Quintanilla: 1842. En estos censos se denominaba Cerezo de Riotirón: 1857, 1860, 1877, 1887, 1897, 1900, 1910, 1920, 1930, 1940, 1950, 1960, 1970, 1981 y 1991. |

## Economía
Agricultura, servicios y minería ya que en su término hay una mina de glauberita, de la que se extrae sulfato de sosa.

## Símbolos
El escudo heráldico y la bandera que representan a la ciudad fueron aprobados oficialmente el 22 de marzo de 2001. El escudo se blasona de la siguiente manera:

«Sencillo. En campo de plata, torre de gules, de dos cuerpos mazonados de sable, acompañada a los flancos de dos árboles nudosos de sinople y frutados de oro, terrazados de sinople; en los cantones del jefe, dos veneras de gules cargadas sobre dos bastones de sable puestos en sotuer; también al jefe, estrella de ocho puntas en azur. En punta, onda de azur perfilada de oro. Al timbre Corona Real cerrada.»
Boletín Oficial de Castilla y León nº 71 de 9 de abril de 2001

La descripción textual de la bandera es la siguiente:

«Cuadrada, o de 1:1. Blanca. Del asta, en horizontal, tres girones, verde, rojo y azul, distanciados 1/10 entre sí y de los bordes; su profundidad, 6/10. En el corazón de la bandera campeará el Escudo Municipal.»
Boletín Oficial de Castilla y León nº 71 de 9 de abril de 2001

## Cultura

### Patrimonio

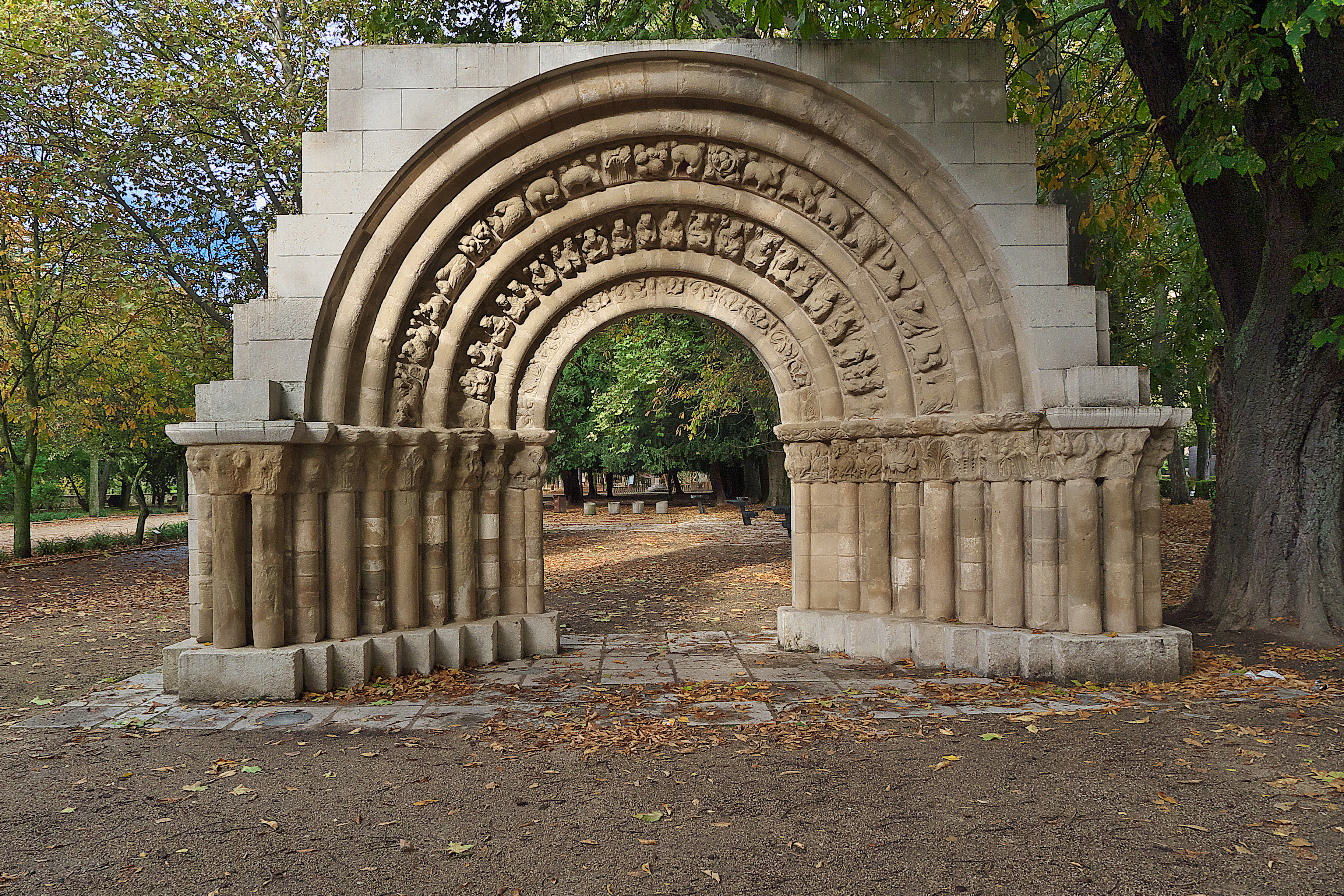
Nuestra Señora de la Llana. Paseo de la Isla

- En el Museo de Burgos se conservan restos de un cinturón y unas arracadas de oro, recuerdos de las tribus prerromanas, de estilo posthallstático.
- De la época romana quedan dos puentes: uno sobre el Arroyo Rudera, llamado puente de San Ciprián y otro sobre el Río San García en la calle San Isidro y un tramo de la Calzada.
- Castillo de Cerezo: Actualmente solo quedan algunos restos de la muralla norte. En el siglo X fue el centro del Condado de Cerezo. Formaba parte de una línea defensiva junto con las fortificaciones de Ibrillos, Grañón, Cellorigo, Lantarón, Pancorbo...
- Iglesia de San Nicolás de Bari: neoclásica del siglo XVIII. Iglesia con tres naves. Es de grandes dimensiones y contiene diversos retablos traídos de las antiguas ermitas que hubo en el pueblo.
- Restos de la iglesia de Nuestra Señora de Villalba. Se sitúan al principio del conjunto del Castillo. Es del siglo XVI, y conserva la torre con el reloj de la villa. Destacaba el retablo con tablas de la Escuela Flamenca. Se encuentra en paradero desconocido.
- Ruinas de la iglesia de Nuestra Señora de la Llana, fechada entre los siglos XI-XIII. La parroquia fue cerrada a finales del siglo XVIII, y el edificio abandonado. De ella procede la portada románica, en el paseo de la Isla de Burgos desde 1931, actualmente en el monasterio de San Juan, y que fue recuperada en el año 1928 tras una denuncia cuando se encontraba a punto de ser embarcada  rumbo a Estados Unidos, marcadas sus piedras como máquinas de coser. Peor suerte corríó un bajorrelieve,  especie de tímpano que representa la Adoración de los Reyes Magos, y que se encuentra en el Museo de los Claustros de Nueva York.
- Cuevas: Figuran varios conjuntos de cuevas a lo largo de la cuesta que bordea el río Tirón. Destacan por su valor histórico las de Sietefenestras, ya que aparecen documentadas desde muy antiguo y son protagonistas de uno de los milagros de San Vitores.

Las Cuevas de Los Moros, Cuevas de Valdemoros, Cuevas del Castillo: son las más numerosas, sobre todo las de la falda norte del cerro. Una de ellas pudo haber sido una ermita rupestre. Posteriormente se han utilizado para usos agrícolas, principalmente de bodegas.
- Nevera medieval: Está muy bien conservada. Se halla en la muralla norte del Castillo.

### Festividades
- 5 de enero: Víspera de Reyes. Cabalgata de Reyes y Festival ofrecido por los chavales de La Escuela y organizados por el AMPA.
- 6 de enero. Reyes Magos. Todos los niños, y los no tan niños, vamos a casa de tíos, abuelas a recoger los juguetes y pedir los aguinaldos.
- Jueves de Todos: Día de la Tortilla. Hasta hace unos pocos años los niños de la Escuela tenían fiesta y se celebraba una merendola en la casa del niño que le tocaba la hueva. Allí se preparaban las tortillas con las colaciones que habían conseguido. Actualmente las familias y alguna cuadrilla de amigos siguen con la tradición de cenar tortilla de escabeche y de chorizo.
- Carnavales: La tradición carnavalera cerezana viene de muy antiguo, solamente aparcada durante unas cuantas décadas en el pasado siglo, época en la que fueron prohibidos.
  - Actualmente se celebran tres días:
    - Viernes: Los alumnos/as de la Escuela hacen su propia fiesta de Carnaval con disfraces, pasacalles y chocolatada.
    - Sábado: De manera espontánea, cuadrillas, familias y asociaciones, después de cenar se disfrazan y preparan un excelente ambiente en los bares del pueblo, fiesta que se alarga hasta las tantas de la madrugada. En los últimos años los bares motivan algo dando unos premios a los tres mejores disfraces.
    - Domingo: Por la tarde la Asociación de Padres y Madres de la Escuela organizan una fiesta carnavalera en Los Juegos para todos los niños del pueblo y para los que quieran juntarse. La fiesta termina con una buena chocolatada.

- Semana Santa:
  - Domingo de Ramos: "Domingo de Ramos el que no estrena no saca mano". Procesión por el pueblo con los ramos bendecidos, destacan los de los chiquillos que están adornados con golosinas y rosquillas. Antiguamente los miembros del Ayuntamiento llevaban unos ramos de palma grandes. Los ramos bendecidos se colocan en alguna ventana de la casa para que esté protegida durante el resto del año.
  - Jueves Santo. Además del acto religioso. El Ayuntamiento hace limonada para todo el pueblo.También hacen limonada en los bares y en las casas.
  - Viernes Santo: Por la mañana, procesión de El Calvario por el recorrido habitual. Por la noche destaca La Procesión. Actualmente salen los siguientes pasos: La Soledad, El Cristo, El Ciomo, El Cristo Yacente, El Paso de la Flagelación del Señor y La Dolorosa.Y todos llevados por bravos costaleros y costaleras entre las empinadas calles del pueblo. Les acompaña el coro parroquial entonando las canciones propias del día. Hace un par de años se ha creado el Grupo de Tambores que acompaña el acto.La Procesión termina en la iglesia con el sermón y el acto más vibrante del año: El canto de la Salve Popular por parte de todo el pueblo que llena la iglesia.Ese día se come bacalao en todas las casas del pueblo.
  - Sábado Santo: Rosario de la Aurora. Un nutrido grupo de mujeres y algunos hombres sacan en procesión a la Dolorosa.
  - Domingo de Resurrección: Antiguamente se hacía la Procesión del Encuentro con dos imágenes que salía de las dos iglesias en funcionamiento. Actualmente, y dependiendo del sacerdote que presida los actos religiosos, hay años que se hace dicha procesión. Las mujeres con La Dolorosa salen de la iglesia por una calle hasta la plaza, y los hombres se van por otra calle con el paso del cristo en la Cruz hasta la plaza donde se produce el encuentro, después vuelven las dos imágenes juntas a la iglesia y se celebra la misa.

- 15 de mayo: San Isidro, patrón de los labradores.Procesión con el santo, misa de campaña y comida de los días grandes. En los últimos años la misa de campaña se decidió hacerla en la iglesia y en vez de procesión con el santo se saca la imagen al muroa próximo a la iglesia y desde allí se bendicen los campos.
- San Vitores el de Mayo en la que se realiza una romería al Exconvento de San Vitores. Misa, procesión alrededor del Convento,exhibición de truquiados por parte de los danzadores, visita al Convento Viejo donde se halla el Pozo de Las Legañas, comida campestre, vuelta al pueblo para seguir la fiesta, cena y verbena.
- 24 de junio: Noche de San Juan. Día del Cho. Antes, las cuadrillas de chavales buscábamos una chopera y allí pasábamos el día. En la actualidad, la Asociación de Mujeres Virgen de la Antigua,en colaboración con el Ayuntamiento, organiza los actos para ellas mismas y para el resto del pueblo: charanga, chocolatada, bailables y quema de la hoguera.
- Fiestas patronales: 26 de agosto San Vitores, 27 San Vitoritos, 28 San Agustín y Gracias en honor de La Virgen de la Antigua, que se celebra antes o después dependiendo de como caigan los días de la semana.

Destacan las actividades religiosas alrededor del santo, especialmente la Procesión con la actuación de los danzadores. El día 28 se va a una chopera próxima al pueblo donde cuadrillas y familias comen al aire libre. 
- 4 de diciembre: Santa Bárbara: Los mineros celebraban antes la fiesta de su patrona. Durante unos años la pasaron al sábado anterior a la Navidad.  Actualmente lo celebran en fechas próximas al día oficial.
- 6 de diciembre: San Nicolás de Bari: Patrón de la Cooperativa Agrícola. Los socios celebran su fiesta con misa en la iglesia de San Nicolás y olla en La Italiana.